# 美女作家截稿前！
《美女作家截稿前！》（紫乃先生〆切前!）是王嶋環的日本四格漫畫作品。於2009年10月號與11月號於芳文社《Manga Home》連載短篇，當時的標題為《紫乃先生（美）錄》。並於2010年1月號開始正式連載至2012年5月號，其中逾2011年1月號時改成現在的標題。除了在《Manga Home》連載外，也有在《Manga Time Special》2010年7月號、2011年2月號客串連載。本作單行本共2冊，中文版由東立出版社代理發行。

## 登場人物

### 敷島家
敷島 紫乃
本作女主角，敷島家的長女，職業小說家，因為長相漂亮，在老家小倉町的書店和媒體間被稱為美女小說家。美麗的外表讓她廣受男性讀者歡迎，在小倉町商店街甚至有粉絲團，但也被某些人批評是「賣臉小說家」。本人對負面批評豪不在意，甚至還把批評當成對自己美貌的讚美，有時也會擅用自己的外表。為了維持自己的美貌，花很多心思在化妝與美容，外出或客人來訪時也非得化妝不可。另一方面，在家人與編輯清野等熟人面前打扮的很隨便，總是穿著運動服並帶眼鏡，房間也亂成一團。想不出小說的點子時習慣逃跑，但編輯清野因為長期相處的緣故，通常都會在逃走之前被抓到。喜歡清野，常因為清野的言行臉紅心跳。雖然她逃避現實的行動很多，但對寫小說很認真，也因此受到清野與和泉尊敬。
除了一般寫作外，也用清野忍的筆名在別間出版社寫成人小說，累積銷售量超過50萬本。紫乃瞞著其他人偷偷出版，知道這件事的只有弟弟和泉。
敷島 和泉
敷島家長男，紫乃的弟弟，就讀小倉高中，在作中負責吐槽紫乃。紫乃常把他過去的秘密寫在小說中，有時也會用過去發生的事來威脅他，讓他在紫乃面前抬不起頭。雖然常被紫乃耍的團團轉，但兩人關係其實很好，聽到別人說紫乃壞話會生氣，紫乃生病時也很擔心她的狀況。
高中同學和附近商店街的年輕店員等人很羨慕和泉身為紫乃弟弟的立場，不過知道紫乃私生活的和泉很不以為然。外表和紫乃有點像，女裝的時候讓同學們心動不已。因為長期服侍紫乃，待人很親切，讓他很受歡迎，不過自己並沒有注意到。和美女姐姐長期生活，讓他對同年級的可愛女生不感興趣，但也有偷偷收藏色情書刊，或是對櫻的約會宣言感到心動等像是青春期高中男生的一面。
敷島 彰子
紫乃與和泉的母親。作品中是少數知道紫乃真面目的人，也是唯一會對紫乃發脾氣的人，只是紫乃都把她說的話當成耳邊風，或是講一大堆歪理之後逃跑。對一天到晚被奉承的紫乃而言，她的怒火反而讓她能短暫放鬆。
敷島 條一
紫乃與和泉的父親。極度溺愛女兒，甚至連自己公司電腦的桌面都被換成紫乃的照片，支持紫乃當小說家的原因是「女兒不用出門不用工作，就不會被其他男人騙走了」。只要是男生，就算是清野，也不允許他們接近紫乃。在公司擔任專務，常為了紫乃濫用自己的權力，像是偷跑出來參加紫乃的簽名會等。

### 其他人物
清野 祥
紫乃剛出道時開始擔任她的編輯。長期合作讓她對紫乃瞭若指掌，知道怎麼應付紫乃，讓和泉對他佩服不已。常有會讓紫乃覺得清野對她有意思的發言，不過有時也會故意用這種發言來對付紫乃。長期關照紫乃，對紫乃用心很深，也很尊敬她，有人瞧不起紫乃時會很生氣。因為責任編輯立場的緣故，雖然喜歡紫乃，卻沒有表現給她知道。
伊勢 櫻
和泉的女同學。紫乃的狂熱支持者，紫乃的全部作品都讀過，用「姐姐大人」尊稱紫乃，對紫乃相當敬佩。同學半開玩笑的說「要是與和泉結婚，就變成紫乃的妹妹了」，卻讓她當真，為了成為紫乃的妹妹而擅自成為和泉的女朋友。
小倉町商店街紫乃粉絲團
由魚店、花店與肉店的三位年輕人組成的團體，自稱「和泉未來的姊夫」，對接近紫乃的人毫不留情。三人常和清野喝酒，但並沒有注意到紫乃喜歡清野。

## 出版書籍
| 卷數 | 芳文社       | 芳文社                 | 東立出版社    | 東立出版社             |
| 卷數 | 發售日期     | ISBN                   | 發售日期      | ISBN                   |
| ---- | ------------ | ---------------------- | ------------- | ---------------------- |
| 1    | 2011年1月7日 | ISBN 978-4-8322-6926-2 | 2012年5月28日 | ISBN 978-986-10-9560-8 |
| 2    | 2012年6月7日 | ISBN 978-4-8322-5084-0 | 2014年9月30日 | ISBN 978-986-10-9561-5 |

## 註解
1. ↑  (美)是一個美字包在圓形當中的符號